# Consistometro di Vebè
Il consistometro di Vebè serve per misurare la consistenza del calcestruzzo fresco.

## Apparecchiatura
Il consistometro comprende quanto segue:
- cono di Abrams;
- contenitore cilindrico di metallo: come per il cono di Abrams il materiale deve essere tale da non essere aggredibile dalla pasta cementizia. Deve essere a tenuta d'acqua, presentare sufficiente rigidità per mantenere la sua forma durante l'utilizzo, essere munito di maniglie ed essere protetto dalla corrosione. Deve essere munito nella parte più bassa di adatti elementi per assicurare un efficace fissaggio sulla piastra della tavola vibrante, per mezzo di dadi ad alette. Deve avere le seguenti dimensioni:
  - diametro interno: 240 ± 5 mm,
  - altezza: 200 mm;
  - spessore delle pareti: 3 mm;
  - spessore del fondo: 7,5 mm.
- disco orizzontale trasparente: Il disco trasparente deve avere un diametro di 230 ± 2 mm (leggermente inferiore a quello del recipiente) e spessore di 10 ± 2 mm. Deve essere munito di uno stelo che scorre verticalmente entro un manicotto montato su un braccio rotante. Il disco può essere fissato in una posizione determinata tramite un dado. Il braccio rotante porta inoltre un imbuto, il cui fondo è situato sulla parte superiore del cono di Abrams quando questo si trova collocato concentricamente al contenitore. Sul disco è presente una massa che sommata a quella dell'insieme mobile, dello stelo e del disco stesso deve dare 2750 ± 50 g;
- tavola vibrante: deve avere una lunghezza di 380 mm e una larghezza di 250 mm. Poggia su quattro ammortizzatori di gomma. Contro la piastra è situato un vibratore che è fissato a questa. Il vibratore deve avere una frequenza di circa 3000 vibrazioni al minuto ed avere una escursione verticale della tavola, a contenitore vuoto collocato sopra, di circa ± 0,5 mm;

Per l'esecuzione della prova è necessario inoltre:
- una sassola o cazzuola;
- un pestello metallico avente diametro di 16 mm e lunghezza di 600 mm, con estremità arrotondate;
- un cronometro.

## Prova Vebè
La prova Vebè o metodo svedese permette la determinazione della consistenza di un calcestruzzo fresco mediante misurazione del tempo Vebè; tale prova è eseguibile sia in laboratorio che in cantiere.

### Procedimento
La prova Vebè consiste nelle seguenti fasi:
Si colloca il consistometro su una base rigida; successivamente si fissa il contenitore sulla tavola vibrante per mezzo di dadi. Si procede a bagnare la superficie interna del cono di Abrams e lo si colloca nel contenitore.
Si posiziona l'imbuto sopra il cono e infine si fissa il cono al fondo del contenitore mediante il serraggio dei dadi.
Si procede al riempimento dello stampo con la cazzuola e si costipa il calcestruzzo con il pestello seguendo lo stesso procedimento dello slump test.
Successivamente si svincola il cono dal fondo del contenitore cilindrico e lo si solleva verticalmente servendosi delle maniglie.
Una volta sformato il calcestruzzo nel contenitore, si colloca sopra la sua superficie il disco trasparente.
si aziona la tavola vibrante e nello stesso istante si fa partire il cronometro.
Si osserva attraverso il disco trasparente come il calcestruzzo si costipa.
Quando la superficie inferiore del disco è completamente coperta di calcestruzzo, si arresta il cronometro e il vibratore.
Il tempo misurato è in tempo Vebè ed esprime la consistenza V dell'impasto esaminato.
Maggiore è il tempo di vibrazione misurato minore è la lavorabilità del conglomerato.
Se il tempo è < 5 s o > 30 s il metodo Vebè è poco significativo

## Classi di consistenza Vebè
Secondo le norme UNI EN 206 – 2006 e UNI 11104:2004, la consistenza di un calcestruzzo deve essere determinata mediante una serie di prove, tra cui quella Vebè, dai cui risultati vengono definite le classi di consistenza del calcestruzzo.

Le classi di consistenza ottenute mediante il metodo Vebè sono:
- V0 - tempo Vebè: ≥ 31 s
- V1 - tempo Vebè: da 30 a 21 s
- V2 - tempo Vebè: da 20 a 11 s
- V3 - tempo Vebè: da 10 a 6 s
- V4 - tempo Vebè: da 5 a 3 s

## Normativa
- UNI EN 12350-3: Prova sul calcestruzzo fresco - Parte 3: Prova Vébé